# Antonius Schirley
Antonius Schirley, ou Antonius Schierle (né le 15 décembre 1647 à Haltern sous le nom de Vinzentius Schirley ; mort le 18 août 1694 à Emden) est un franciscain et mystique allemand. Il est à l’origine du pèlerinage de Neviges.

## Biographie
Vinzentius Schirley fut baptisé en 1647 dans l’église paroissiale Saint-Sixte à Haltern-am-See. En 1672 il entra au couvent des Franciscains de la ville de Dorsten, située à vingt kilomètres, qui faisait partie de la province franciscaine de Saxe (Saxonia), et reçut le nom de Frère Antonius. Il avait comme livre de prière personnel Das Himmlisch Palm-Gärtlein (La Petite Palmeraie céleste) de Wilhelm Nakatenus, dans lequel se trouvait l’image d’une femme, que l’on considérait être la Vierge Marie, en référence aux versets bibliques Gn 3, 15 et Ct 4, 7 (et au chapitre Ap 12 qui de nos jours est cité avant tout). D’après un récit datant de 1707, Schirley entendit en septembre 1680 une voix venant de l’image qui disait : « Porte-moi au Hardenberg, je veux y être honorée. » Schirley comprit par Hardenberg le couvent franciscain depuis peu en cours de construction à Neviges dans la seigneurie de Hardenberg, non loin du château de Hardenberg. 
Au cours de deux nuits suivantes, il entendit deux nouveaux messages. Lors de la première, il fut chargé de se tourner vers le franciscain qui conduisait les travaux à Neviges et de l’informer qu’un « grand prince » risquait de mourir d’une maladie, dont il ne pourrait guérir qu’en faisant un « vœu au Hardenberg » et en apportant son soutien à la construction. Par la suite, le Père Antonius envoya l’image mariale dans une lettre au supérieur des Franciscains de Neviges lorsque se répandit la nouvelle que le Prince-Évêque de Paderborn et Münster, Ferdinand de Fürstenberg, était gravement malade. Ce dernier fut mis au courant de la prophétie par l’abbé de Kloster Werden et promit solennellement qu’il irait en pèlerinage à Neviges. Après sa guérison, il vint alors dans ce lieu du Niederbergisches Land, célébra une messe pontificale en action de grâces et participa financièrement à la poursuite de la construction du couvent, qui fut achevée en 1683. Par ce premier pèlerinage, il fonda le plus ancien sanctuaire dédié à l’Immaculée Conception au nord des Alpes. En 1968, ce sanctuaire acquit même une renommée mondiale grâce à l’inauguration de l’éminente église mariale architectonique, le Mariendom de Gottfried Böhm.
Au cours de la seconde nuit, Schirley s’entendit confier la mission de célébrer une messe le samedi pendant neuf semaines consécutives « en action de grâce pour mon Immaculée Conception ». L’Immaculée Conception de la Vierge Marie, qui était considérée comme une vérité de foi de l’Église catholique romaine depuis le concile de Bâle de 1439, et qui depuis 1854 jouit même du rang de dogme, avait été regardée par l’ordre franciscain depuis ses origines comme faisant partie du dépôt de la foi.

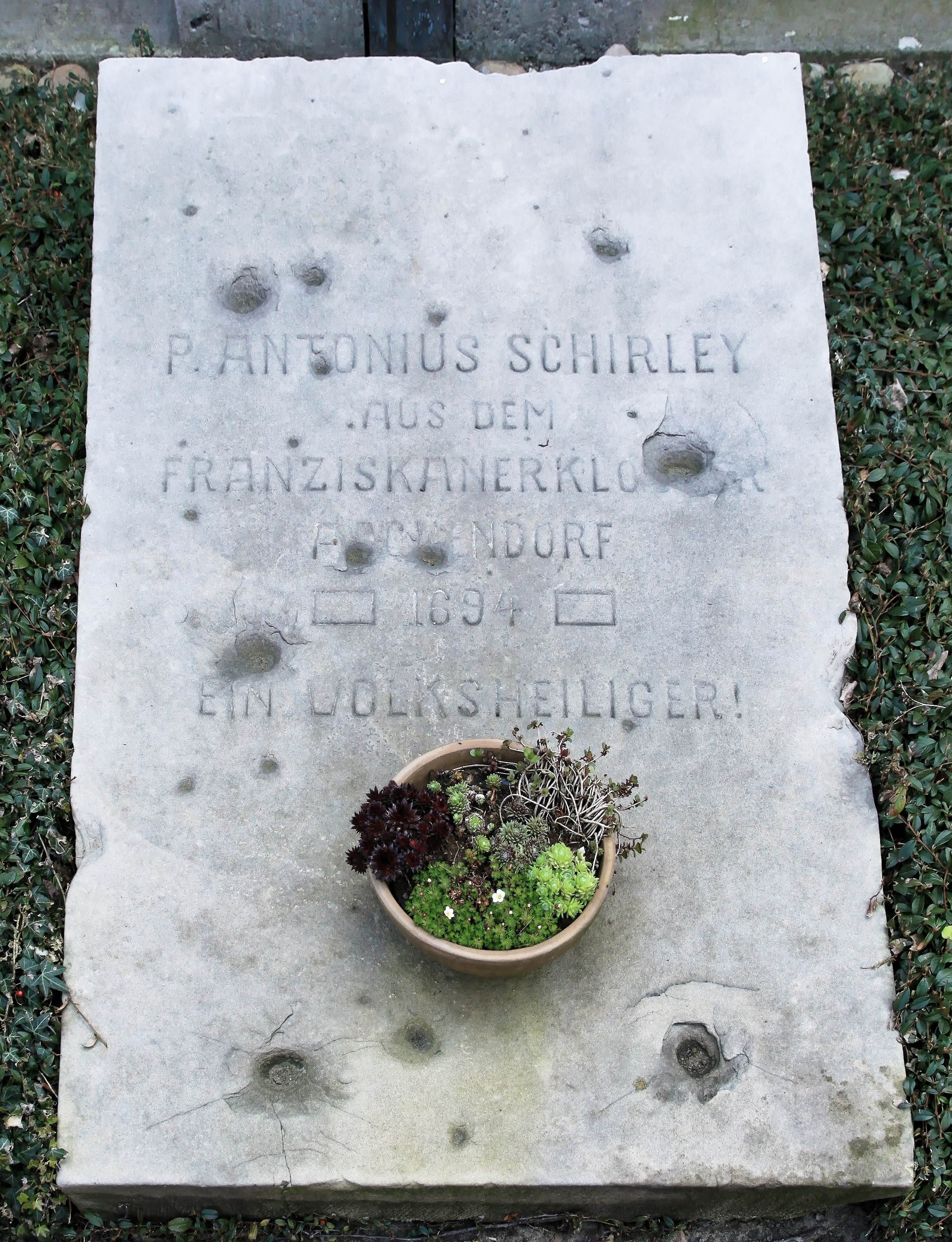
Pierre tombale du père Antonius Schirley, à Papenbourg en Allemagne

De 1685 à 1687, Schirley fut missionnaire à Herford, puis il se rendit à Aschendorf (devenu aujourd’hui un quartier de Papenburg). Son apostolat dans le Emsland, qui lui valut la réputation d’une figure de sainteté populaire, s’étendit jusqu’à Emden, où il mourut en 1694 à l’âge de 46 ans. Il fut inhumé dans l’église Saint-Amand à Aschendorf. Dans ce lieu se trouve, du côté nord de l’église, une pierre tombale datant de 1930 portant l’inscription : P. Antonius Schirley aus dem Franziskanerkloster Aschendorf/1694/Ein Volksheiliger (Père Antonius Schirley, du couvent franciscain d’Aschendorf/ 1694/Un saint du peuple).